# Beibezi
Beibezi är en ort i Lettland. Den ligger i den centrala delen av landet, 40 km sydost om huvudstaden Riga. Beibezi ligger 35 meter över havet och antalet invånare är 263.
Terrängen runt Beibezi är mycket platt. Runt Beibezi är det glesbefolkat, med 16 invånare per kvadratkilometer. Närmaste större samhälle är Vecumnieki, 4,9 km öster om Beibezi. Omgivningarna runt Beibezi är en mosaik av jordbruksmark och naturlig växtlighet.